# Slipstream (personaje de Transformers)
Slipstream es un personaje ficticio del Universo de  Transformers.

## Transformers Armada
Slipstream es uno de los Mini-Cons aparecen en el juego de PS2 Transformers Armada. Es miembro del equipo de Mini-Cons de Oro. Una vez combinado con el carácter del jugador, se convierte en un paquete de vela que permite para el vuelo. Él se parece al Mini-Con de Swindle.

## Transformers Animated
En la serie de Transformers Animated, Slipstream es el nombre que Starscream le dio a su clon femenino, al igual que el resto de los clones que fueron creados para aniquilar a Megatron y así obtener el liderazgo de los Decepticons, Slipstream encarna una parte de la personalidad del original, a pesar de que parte de que nunca se ha elaborado sobre. A pesar de ser creados por Starscream, Slipstream tiene cero respeto hacia él y es tan vengativo de su personalidad.
Slipstream apareció por primera vez en "A un Puente de Distancia" Parte 2, que acaba de ser puesto en línea por un trozo de fragmento del Allspark que se quedó en la frente de Starscream, ella se apresuró a señalar a su despistado "padre" como los otros clones de Starscream representado a la soberbia, la cobardía, el servilismo, la codicia y el engaño. Cuando se le preguntó qué parte de Starscream representaba ella, Slipstream se negó a responder. Aunque se unió a Starscream en su ataque a Megatron, le incitó a cada paso, cuestionando sus estrategias de batalla, y citando sus fracasos a la destrucción de Megatron. Cuando Starscream fue decapitado por Sumdac usando el Headmaster, Slipstream fue el primero de los clones restantes en trasladar su lealtad a Megatron, Starscream diciendo "Todo líder tiene que ser una mejora con respecto a usted." Slipstream y los clones comenzaron a participar en la lucha contra Omega Supreme. Aunque la estrategia de Slipstream fue atacar a las piernas del gigante Autobot fue un éxito parcial, al final ella y los otros Decepticons fueron derribados por Omega Supreme.
A diferencia de sus hermanos clones, Slipstream pasó a la clandestinidad hasta que regresó brevemente en Penúltimo Episodio. Como Optimus Prime probó su nuevo jet pack, Slipstream lo confundió con Starscream y lo atacó. Pero después de la toma él hacia abajo, Slipstream se dio cuenta de su error y salió de la escena como uno de los nueve Decepticons activa en la Tierra todavía anda suelto. Los otros son Soundwave, Waspinator, Blackarachnia, Laserbeak, Ratbat y los Constructicons.
- Datos: Q6130387